# ラカンドニア・スキスマティカ
ラカンドニア・スキスマティカは、メキシコに分布するホンゴウソウ科ラカンドニア属の植物である。この植物は、花の中で雄蘂と雌蕊の位置が逆転しているという、他のどの植物にも見られない特徴を持つ(ただし例外的に、本種と近縁とされるTriuris brevistylis(ホンゴウソウ科)には、ごく稀にそのような花が見られる)。
ラカンドニア・スキスマティカは葉緑素を含まない腐生植物であり、メキシコチアパス州のラカンドン・ジャングルの固有種である。この植物は、非常に少数の個体群しか知られておらず、この種を調査した研究者によれば、絶滅の危機に瀕していると考えられている。
この植物は、1985年に発見されて以来20年以上の間、ラカンドニア属唯一の種であると考えられていたが、2012年に同属で別種とされる植物がブラジルで新たに発見された。

## 特徴
ラカンドニア・スキスマティカは葉緑素を欠き、一つの根茎を持ち菌寄生生活をする小さな腐生植物である。この植物は総状花序と鱗片状の葉をつける。
この花は放射対称で、心皮、雄蘂は離生、胚珠は1。形態的にはホンゴウソウの花に似ているが、被子植物の典型的な花とは「逆転」した構造になっていると考えられる:すなわち、通常の植物においては、花の中心部に雌蕊(および子房)があり、雄蘂はその周囲に配置される構造になっているが、ラカンドニア・スキスマティカの花においては、通常は3(時として2または4)本の雄蘂が花の中心にあり、60〜80本の雌蕊が周囲を取り巻いている。このように雄蘂と雌蕊の位置が逆転しているという特徴は、知られている被子植物において唯一のものであり、花の形態学における常識を覆した。
ラカンドニア・スキスマティカの花は両性花であり、開花前に自家受精されるつぼみ受精型閉鎖花受精である 。また、花粉は３細胞性花粉粒であり、葯の内部で発芽し、花粉管は子房に到達すべく花托の中を伸長する。ラカンドニア・スキスマティカは環境が十分多湿であれば一年中開花が見られるが、特に盛んに花を付けるのは9月から10月にかけてである。
開花期前の閉鎖花授精による自家生殖のため、知られているラカンドニア・スキスマティカの個体群は遺伝的多様性に欠け、高頻度でホモ接合型を持つ。この種の染色体数はn = 9 である。
この花の構造に関しては、この花は真の花ではなく、蕊のみに退化した雄花と雌花がそれぞれ先端部と基部に集まっているようなタイプの花序においてその花柄が極端に短くなったもの、すなわち偽花であるという仮説に基づく説明も試みられた。しかし、近縁と考えられる他のホンゴウソウ科植物の研究などを通じて、これは真の花であることが支持された。

## 分布と生態
ラカンドニア・スキスマティカは、メキシコ南東部の熱帯雨林ラカンドン・ジャングルの標高200m付近にいくつかの小さな個体群が知られている。それはこの熱帯雨林の陰地に棲息する。
Gerrit Davidse と Esteban Martínez は1990年に、生息地が牛の放牧地へ転換することにより、この植物がいかに「極めて局地化され、高度な絶滅の危機にある」かということを記録した。
彼らはまた、この種を人工的に栽培することは困難であり、それゆえ野生状態で見られなくなる前にこのユニークな植物の生物学を研究すべきだと、他の科学者を促している。

## 分類学
ラカンドニア・スキスマティカは、1985年9月に Esteban Martínez により発見された。1989年にMartínezとClara Hilda Ramosによって初めて記載され、この種だけでラカンドニア属およびラカンドニア科が設立され、ラカンドニア科自体はホンゴウソウ目に分類された 。
1991年に、Traudel Rübsamen-Weustenfeldは、ラカンドニア・スキスマティカはホンゴウソウ属(Sciaphila)かPeltophyllum属に属す、あるいはそれ自身だけの単型属としてホンゴウソウ科に含まれることを示唆した。1998年の別の研究では、ラカンドニア・スキスマティカをそれ自身を単型科として分離することを支持するデータが発表された。
APG IIでは、このラカンドニア属はホンゴウソウ科に移され、この科はタコノキ目に置かれた 。

## 進化
この種を既存の科に合理的に分類することが困難なのは、この花の独特な構造のためである。
どのようにして、雄蘂と雌蕊の位置の逆転が進化したのか不明であるが、いくつかの研究では仮説が提案されている。
Davidse と Martínez は、ラカンドニア・スキスマティカはリチャード・ゴールドシュミットの「有望な怪物」かもしれないと示唆した。それは、この逆転した花の形態は花成を制御する遺伝子の複合突然変異から生じたものであろう、という意味である。
あるいは、染色体再編成もまたこの種の起源である可能性もある。
1990年代におけるこの種の基本的な記述と初期の研究以来、他のフィールドワークにより、ラカンドニア・スキスマティカの花の進化に関する仮説が提案された。本種と近い関係にあるホンゴウソウ科のTriuris brevistylisは大部分が雌雄異株であるが、標準的なラカンドニア・スキスマティカの花とちょうど同じように、雄蘂と雌蕊が逆転した両性花を持つ少数の個体が散在することが発見された。この発見をした研究者は、この逆転した花の形態はラカンドニア・スキスマティカとTriuris brevistylisが分化する以前に進化したものである、と結論を導いた。ラカンドン地方の低地熱帯雨林の気温が現在より6〜8°C低かった第四紀(約500万年前)を通じて両個体群が分離されたとするこの仮説は、ラカンドニア・スキスマティカの分布が比較的暖かい低地に制限され、Triuris brevistylisがより涼しい高地に分布しているという地理的分布により支持される。
また、同研究において、ラカンドニア・スキスマティカの花序の一部には、外見上は両性花でありながら、雌雄いずれかの生殖器官の数に差があり、単性花としての側面を持つ花があることも示された。
2012年にブラジル北東部において、ラカンドニア・スキスマティカによく似た植物が発見され、ラカンドニア属の新種(Lacandonia brasiliana)として記載された。この新種の発見はラカンドニア属の進化に関して新たな謎をなげかけることになった。
ラカンドニアの発見は、単なる新種植物の発見ということ以上に、我々は世界の植物に関してまだ十分な知見があるわけではない、ということを改めて知らさせしめた点に大きな意味があると考えられる。